# 约尔旦·约托夫
约尔旦·尼科洛夫·约托夫（英語：Yordan Nikolov Yotov，1920年10月2日—2012年6月21日），是保加利亚共产党中央政治局委员、保加利亚共产党中央书记处书记、托多尔·日夫科夫的密友之一，主管意识形态工作。